# Göran Larsson (psykoterapeut)
Göran Larsson, född 1953, är en svensk präst, psykoterapeut, författare och föreläsare.

## Biografi
Larsson avlade teologie kandidatexamen vid Uppsala universitet och prästvigdes för Svenska kyrkan 1982 samt avlade psykoterapeutexamen vid Stockholms universitet 2012.
Larsson har under många år arbetat med samtal och pedagogik i terapier och själavård, rehabiliteringsgrupper och som psykosocial handledare och etisk rådgivare i olika beroendebehandlingar. Han har blivit uppmärksammad för sin bok Skamfilad som ger en bild av skammens många ansikten, och hur skamkänslor kan ta makten över våra liv. Han beskriver även hur man kan hitta en väg ut ur gamla låsningar och kliva ut ur skamvrån. 
Larsson medverkade på Bokmässan 2020 under temat "Man blir människa igen", om att bearbeta svåra upplevelser och orka leva vidare.